# Vereinigte Raiffeisenbanken Gräfenberg-Forchheim-Eschenau-Heroldsberg
Die Vereinigte Raiffeisenbanken Gräfenberg-Forchheim-Eschenau-Heroldsberg eG war eine deutsche Genossenschaftsbank mit Sitz in Franken. Im Jahre 2021 wurde die Bank auf die VR Bank Bamberg-Forchheim eG Volks-Raiffeisenbank mit dem Sitz in Bamberg verschmolzen.

## Organisation
Der Vorstand der Vereinigten Raiffeisenbanken bestand aus zwei vom Aufsichtsrat bestellten Mitgliedern.
Das Geschäftsgebiet der Bank lag im Raum Ober- und Mittelfranken zwischen Forchheim, Gräfenberg, Eckental und Nürnberg. Sie betrieb 13 Geschäftsstellen (Gräfenberg, Igensdorf, Hiltpoltstein, Egloffstein, Forchheim, Effeltrich, Schnaid, Eschenau, Brand, Eckenhaid, Forth, Heroldsberg, Nürnberg-Nord) und 3 SB-Geschäftsstellen (Forchheim-Nord, Eschenau im Zentrum, Eschenau-Nord).

## Geschichte
Die Bank war das Produkt einer Vielzahl von Fusionen örtlicher, im Zeitraum zwischen 1880 und 1930 gegründeter Genossenschaften, zumeist (Spar- und) Darlehenskassenvereinen. Ab den 1950er Jahren begann ein Prozess sukzessiver Fusionen, deren Endprodukt seit dem Jahr 2000 die Vereinigte Raiffeisenbanken Gräfenberg-Forchheim-Eschenau-Heroldsberg war.
Gründungen
| Jahr | Institut                                                                              |
| ---- | ------------------------------------------------------------------------------------- |
| 1887 | Darlehenskassenverein Neunhof mit 46 Gründungsmitgliedern                             |
| 1888 | Eschenauer Darlehenskassenverein mit 76 Gründungsmitgliedern                          |
| 1891 | Heroldsberger Darlehenskassenverein mit 46 Gründungsmitgliedern                       |
| 1894 | Darlehenskassenverein Hiltpoltstein                                                   |
| 1895 | Darlehenskassenverein Großengsee                                                      |
| 1896 | Darlehenskassenverein Pettensiedel und Darlehenskassenverein Groß- und Kleingeschaidt |
| 1901 | Spar- und Darlehenskassenverein Effeltrich                                            |
| 1902 | Spar- und Darlehenskasse Dachstadt-Igensdorf                                          |
| 1903 | Darlehenskassenverein Ermreuth                                                        |
| 1904 | Darlehenskassenverein Walkersbrunn und Darlehenskassenverein Affalterthal             |
| 1905 | Forth-Büger Spar- und Darlehenskassenverein                                           |
| 1909 | Darlehenskassenverein Weißenohe und Darlehenskassenverein Poxdorf                     |
| 1911 | Spar- und Darlehenskassenverein der Pfarrei Schnaid                                   |
| 1912 | Fäkalien-Bezugsgenossenschaft Forth und Umgebung                                      |
| 1918 | Darlehenskassenverein Hundshaupten                                                    |
| 1924 | Darlehenskassenverein Rothensand                                                      |
| 1926 | Darlehenskassenverein Thuisbrunn                                                      |

Fusionen
| Jahr | Fusionspartner |
| ---- | --- |
| 1957 | Raiffeisenkassen Schnaid und Rothensand                                                                                       |
| 1963 | Raiffeisenkassen Klein- und Großgeschaidt und Eschenau                                                                        |
| 1964 | Forther Warenbezugsgenossenschaft und Raiffeisenkasse Eschenau                                                                |
| 1965 | Raiffeisenkassen Egloffstein und Thuisbrunn, Umzug von Hundshaupten nach Egloffstein, Umfirmierung Raiffeisenbank Egloffstein |
| 1966 | Raiffeisenbanken Dachstadt/Igensdorf, Ermreuth, Weißenohe und Pettensiedel, Entstehung der Raiffeisenbank Igensdorf           |
| 1967 | Umfirmierung Raiffeisenbank Gräfenberg                                                                                        |
| 1969 | Raiffeisenbanken Gräfenberg und Hiltpoltstein sowie Walkersbrunn                                                              |
| 1970 | Darlehenskassenvereine Neunhof und Eschenau                                                                                   |
| 1976 | Raiffeisenbank Egloffstein und Raiffeisenkasse Affalterthal                                                                   |
| 1979 | Raiffeisenkasse Effeltrich und Poxdorf sowie Raiffeisenbank Gräfenberg-Forchheim                                              |
| 1980 | Raiffeisenkasse Schnaid und Raiffeisenbank Gräfenberg-Forchheim                                                               |
| 1991 | Raiffeisenbanken Heroldsberg und Eschenau                                                                                     |
| 1996 | Raiffeisenbanken Gräfenberg-Forcheim und Egloffstein                                                                          |
| 2000 | Raiffeisenbanken Gräfenberg-Forchheim und Eschenau-Heroldsberg unter der Dachmarke Vereinigte Raiffeisenbanken                |

## Kooperationen
Die Vereinigte Raiffeisenbanken Gräfenberg-Forchheim-Eschenau-Heroldsberg kooperierte mit den Verbundunternehmen der Genossenschaftlichen FinanzGruppe Volksbanken Raiffeisenbanken.